# Felice Crova
Felice Crova talvolta Crocca (... – Moncalvo, 12 settembre 1645) è stato un vescovo cattolico italiano, vescovo della diocesi di Acqui dal 1632 al 1645.

## Biografia
Discendente della nobile famiglia dei Crova di Murisengo, era figlio di Nicolò Fausto, potestà di Mantova, e aveva due fratelli: Valerio, anche lui podestà, e Federico diventato sacerdote.
Fece parte dell'Ordine dei frati minori conventuali, dove si distinse come profondo conoscitore della Bibbia venendo per questo nominato teologo marchionale dal duca di Mantova.
Una volta eletto vescovo da Urbano VIII, entrò solennemente nella diocesi di Acqui il 2 novembre 1632; tra i suoi primi atti da vescovo si ricordano la scrittura della storia di Guido d'Acqui anche per indurre la popolazione e amministrazione acquese a tenere fede al voto del 1613 di erigere una cappella dove porre i resti mortali del santo per poi, nel 1634, richiedere al papa, in occasione dei festeggiamenti per le solennità centenarie della consacrazione di San Guido, la concessione alla diocesi di una indulgenza plenaria.
Degno di nota fu anche il suo impegno nel visitare tutte le parrocchie della diocesi: il 21 febbraio 1633 inviò a tutti i parroci una lettera che li avvisava della sua prossima visita pastorale, progetto che lo impegnò fino al 1637 tra reazioni di entusiasmo quali canti e fiaccolate in suo onore e reazioni ben meno accoglienti con la parrocchia che si faceva trovare vuota e il sacerdote assente.
Nel 1633 indisse il primo sinodo diocesano che si tenne a Cassine, nel convento dei francescani che fu sede anche del suo secondo sinodo.
Tra i suoi atti vi fu anche la riapertura del seminario chiuso da anni a causa dei disordini causati dalla peste.
Il 12 settembre 1645 morì nella chiesa di San Francesco a Moncalvo, dove si trovava per definire le proprie pratiche testamentarie.

## Genealogia episcopale
La genealogia episcopale è:
- Cardinale Guillaume d'Estouteville, O.S.B.Clun.
- Papa Sisto IV
- Papa Giulio II
- Cardinale Raffaele Sansone Riario
- Papa Leone X
- Papa Paolo III
- Cardinale Francesco Pisani
- Cardinale Alfonso Gesualdo di Conza
- Papa Clemente VIII
- Papa Paolo V
- Cardinale Marcello Lante
- Vescovo Felice Crova, O.F.M.Conv.